# Amboasary (Distrikt)
Der Distrikt Amboasary ist eine Verwaltungseinheit in der Region Anosy bzw. der alten Provinz Toliara im Süden von Madagaskar. Im Jahre 2018 hatte er der Volkszählung zufolge 256.977 Einwohner, davon 124.339 Männer und 132.638 Frauen. Es leben 45.998 Personen in städtischen Siedlungen und 210.979 Personen auf dem Land. Amboasary verwaltet ein Gebiet von 9889 Quadratkilometern, auf dem die folgenden Gemeinden liegen: Amboasary Sud, Behara, Ebelo, Elonty, Esira, Ifotaka, Mahaly, Manevy, Maromby, Marotsiraka, Ranobe, Sampona, Tanandava Sud, Tomboarivo, Tranomaro und Tsivory.